# 코자니현
코자니현은 서마케도니아주에 있는 그리스의 현으로 중심 도시는 코자니이다. 
코자니현은 서쪽과 북서쪽에 카스토리아현, 북쪽에 플로리나현, 북동쪽에 펠라현, 동쪽에 이마티아현과 피에리아현, 남동쪽에 라리사현, 남쪽에 그레베나현이 있다.